# April 1993
Portal Geschichte | Portal Biografien | Aktuelle Ereignisse | Jahreskalender | Tagesartikel

◄ |
19. Jahrhundert |
20. Jahrhundert
| 21. Jahrhundert

◄ |
1960er |
1970er |
1980er |
1990er
| 2000er | 2010er | 2020er | ►

◄ |
1989 |
1990 |
1991 |
1992 |
1993
| 1994 | 1995 | 1996 | 1997 | ►

◄ |
Januar 1993 |
Februar 1993 |
März 1993 |
April 1993 |
Mai 1993 |
Juni 1993 |
Juli 1993 |
►
Dieser Artikel behandelt tagesbezogene Nachrichten und Ereignisse im April 1993.

## Tagesgeschehen

### Donnerstag, 1. April 1993
- Bonn/Deutschland: Kfz-Fahrer, die auf ihrer Fahrt Kinder mitnehmen, die jünger als 12 sind, müssen diese künftig in Kindersitzen unterbringen. Die Pflicht entfällt bei einer Körpergröße des Kindes von über 150 cm.[1]
- Moskau/Russland: Dmitri Muratow gründet mit Kollegen die Nowaja gaseta, eine der ersten Zeitungen in Russland mit Ausrichtung auf investigativen Journalismus.[2]

### Montag, 5. April 1993
- Sunnyvale/Vereinigte Staaten: Das Techunternehmen Nvidia wird von Jen-Hsun Huang, Curtis Priem und Chris Malachowsky gegründet.[3]
- Luxemburg/Luxemburg: Die Europäische Union (EU) eröffnet Verhandlungen mit der Regierung Norwegens über die Aufnahme Norwegens in die EU.[4]

### Donnerstag, 8. April 1993

Flagge der Republik Mazedonien

- New York/Vereinigte Staaten: Die Vereinten Nationen nehmen den Balkanstaat Mazedonien als Mitglied auf. Am selben Tag erkennt die Mehrheit der Staaten der Europäischen Union das Land als souveränen Staat an. Zur Unterscheidung von der griechischen Region Makedonía muss das Land die Bezeichnung „Former Yugoslavian Republic of Macedonia“ (deutsch „Frühere Jugoslawische Republik Mazedonien“) führen.[5]

### Samstag, 10. April 1993
- Boksburg/Südafrika: Der Anhänger der Afrikaner Weerstandsbeweging Janusz Waluś erschießt Chris Hani, den Stabschef der ehemals bewaffneten Teilgruppe des African National Congress’, vor dessen Haus. Waluś radikalisierte sich wegen des Zuzugs von Menschen mit schwarzer Hautfarbe in seine Heimatstadt.[6]

### Montag, 12. April 1993
- Bosnien und Herzegowina: Das Militärbündnis NATO überwacht im Bosnienkrieg seit heute mit der völkerrechtlichen Absicherung durch Resolution 816 des Sicherheitsrats der Vereinten Nationen die Einhaltung der Flugverbotszone im Luftraum über Bosnien und Herzegowina.[7]

### Freitag, 16. April 1993
- Massaker von Ahmići
- New York/Vereinigte Staaten: Der Sicherheitsrat der Vereinten Nationen beschließt zur Verminderung der Gewalt im Bosnienkrieg die Resolution 819, welche eine UN-Schutzzone um Srebrenica vorsieht. Die Armee der Republika Srpska kämpft für die Eingliederung der zu Bosnien und Herzegowina gehörigen Stadt in einen serbisch dominierten Staat.[8]

### Montag, 19. April 1993

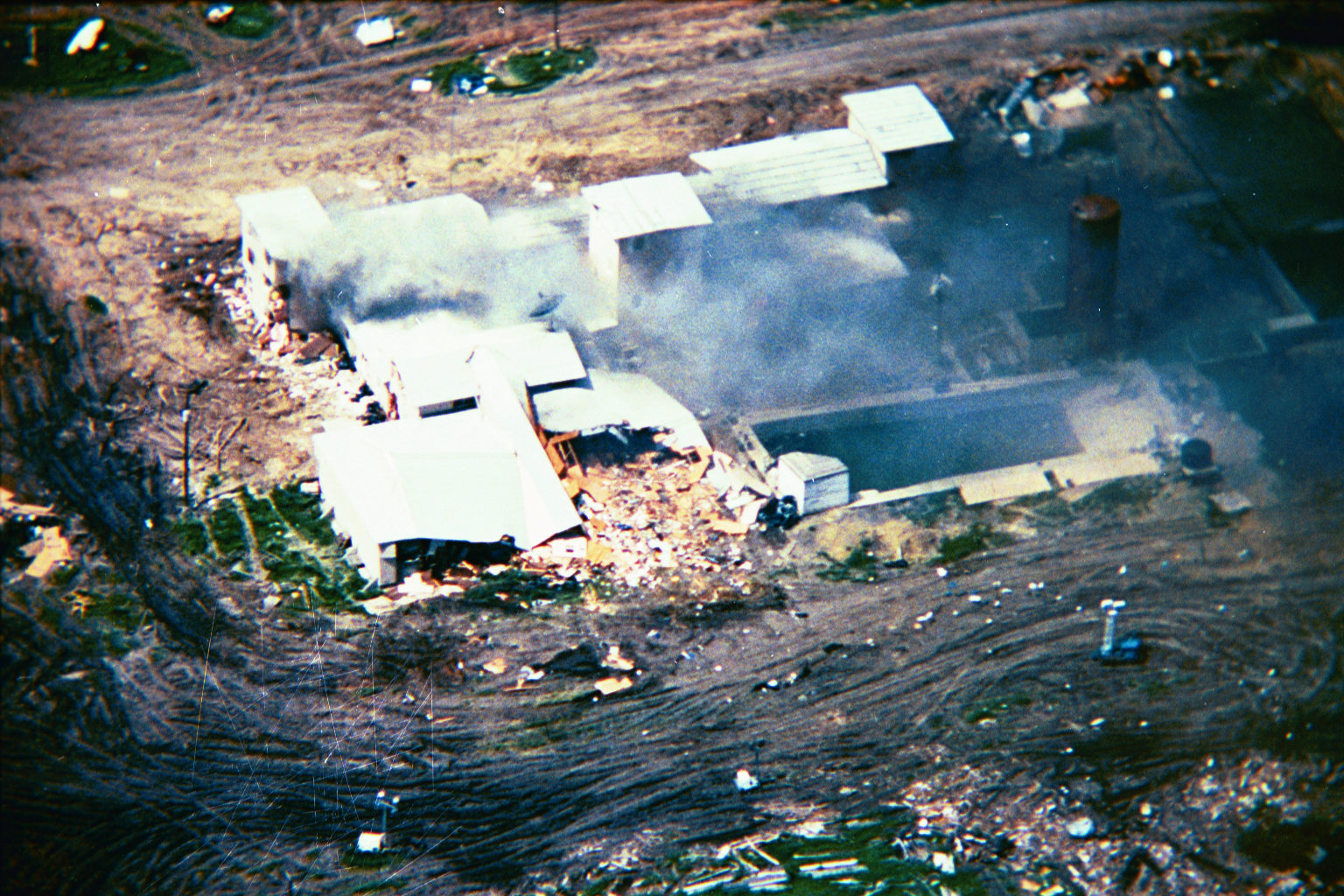
Rauch über Mount Carmel

- Waco/Vereinigte Staaten: Am 51. Tag der Belagerung von Mount Carmel, einem Anwesen der Glaubensgemeinschaft „Branch Davidians“, versucht der Sicherheitsdienst FBI mit Hilfe von Pionierpanzern, die Belagerten durch das Tränengas CS aus ihren Unterkünften zu treiben. Die Vertreter der Religionsgemeinschaft, einer Abspaltung von den Siebenten-Tags-Adventisten, legen daraufhin Feuer auf dem Gelände. Schließlich sterben durch den Brand und durch Schussverletzungen 76 Personen.[9]

### Donnerstag, 22. April 1993
- Washington, D.C./Vereinigte Staaten: Als nationale Gedenkstätte für die Opfer der Shoa wird das United States Holocaust Memorial Museum an der Mall eröffnet.[10]

### Freitag, 23. April 1993

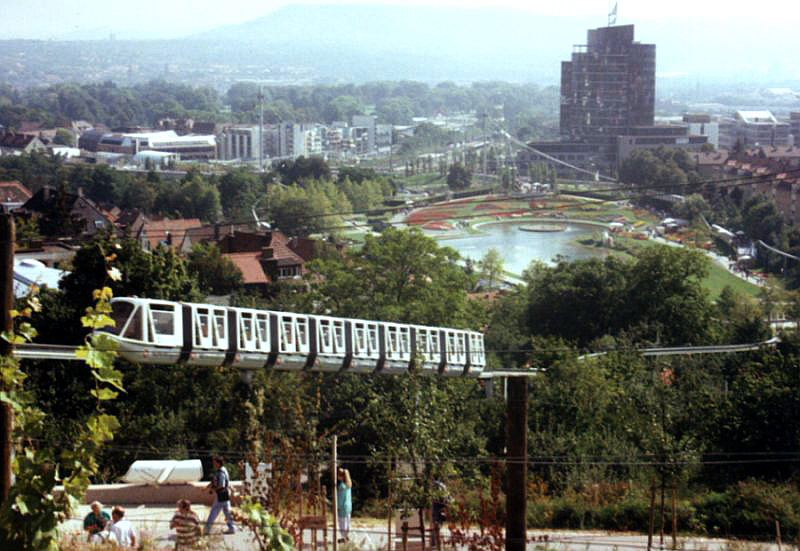
BUGA-Gelände mit Panoramabahn

- Stuttgart/Deutschland: Die Bundesgartenschau (BUGA), welche in diesem Jahr auch die Internationale Gartenbauausstellung ist, wird eröffnet.[11]

### Samstag, 24. April 1993

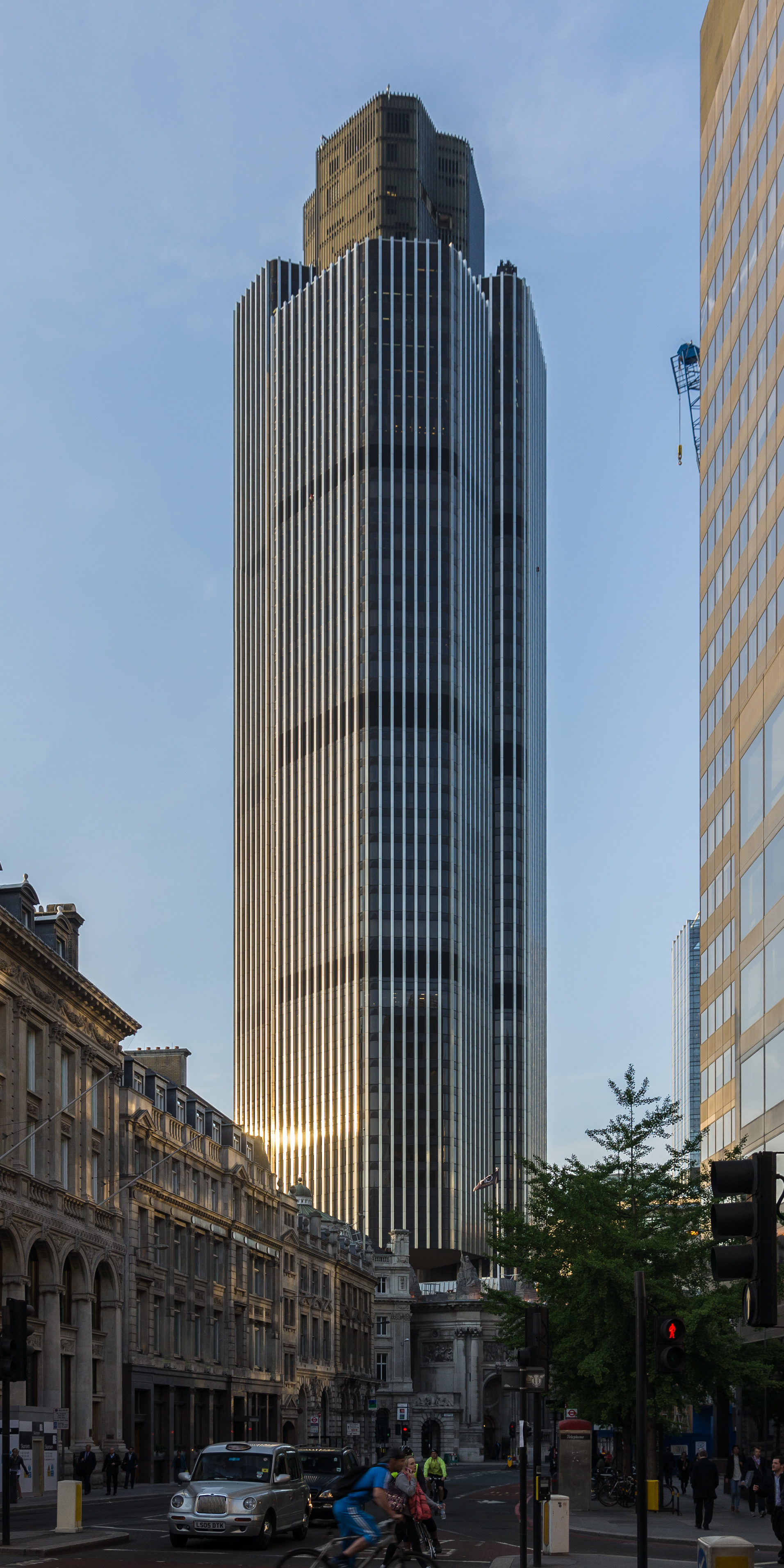
NatWest Tower

- Konstanz/Deutschland: Die 9 m hohe und 18 t schwere Statue der Imperia des Bildhauers Peter Lenk wird im Hafen aufgestellt. Sie erinnert satirisch an das Konzil von Konstanz und stellt eine üppige Kurtisane dar.[12]
- London/Vereinigtes Königreich: Der NatWest Tower, mit 183 m das höchste Gebäude in der City of London, wird bei einem Terroranschlag der Provisional Irish Republican Army schwer beschädigt. Dabei kommt ein Mensch ums Leben und 50 werden verletzt.[13]
- Neu-Delhi/Indien: Der 1992 vom Parlament angenommene 73. Zusatzartikel zur Verfassung tritt in Kraft und erhebt die dörfliche Selbstverwaltung nach dem Prinzip der Panchayati Raj in Verfassungsrang. Die neue Gesetzeslage ebnet u. a. den Weg zu einer Dezentralisierung des indischen Bildungssystems.[14]

### Sonntag, 25. April 1993
- Asmara/Äthiopien: Im Referendum über die Unabhängigkeit des Landesteils Eritrea von Äthiopien sprechen sich über eine Million der Wähler für und etwa 2.000 Wähler gegen eine eritreische Unabhängigkeit aus. Die Regierung Äthiopiens befürwortete die Durchführung der Abstimmung.[15]
- Moskau/Russland: Das von Präsident Boris Jelzin im Zuge der Verfassungskrise durchgesetzte Volksreferendum zur Wirtschaftspolitik der Regierung wird mit 58,1 % der Stimmen angenommen. Während die Mehrheit der Parlamentsabgeordneten gegenüber marktwirtschaftlichen Reformen Abneigung zeigt, preist Jelzin diese als eine Chance für Russland.[16]

### Montag, 26. April 1993
- Cape Canaveral/Vereinigte Staaten: Die Raumfähre Columbia startet zu ihrer Mission STS-55 ins All. Im Spacelab soll u. a. der Verlauf einer intravenösen Injektion unter den Bedingungen der Schwerelosigkeit erforscht werden. Es ist die zweite Spacelab-Mission mit deutscher Beteiligung.[17]

### Dienstag, 27. April 1993

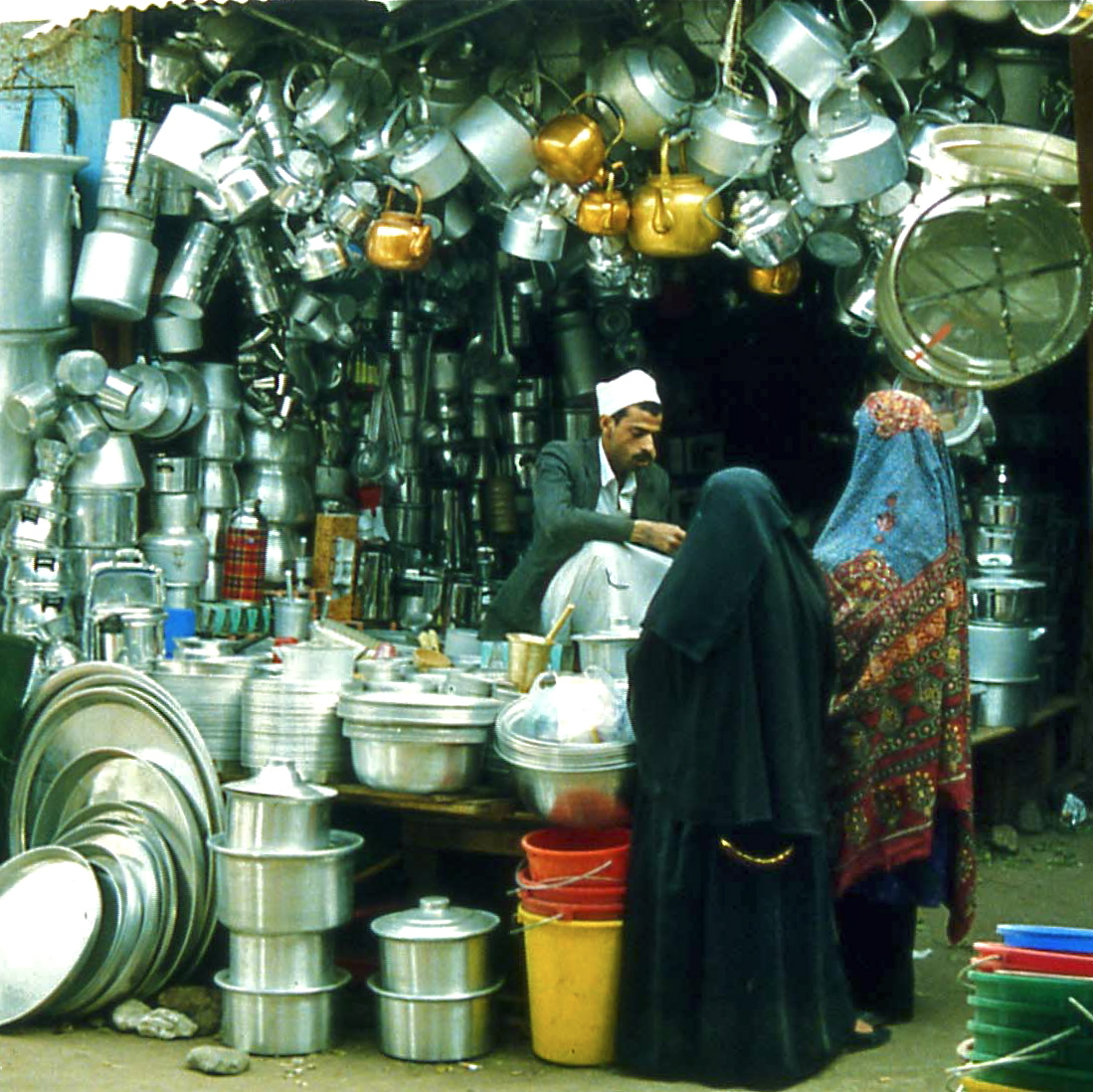
Szene in Sanaa

- Golf von Guinea: Die Sambische Fußballnationalmannschaft reist per Flugzeug zu einem Qualifikationsspiel für die Weltmeisterschaft 1994 in den Senegal. Über dem Golf von Guinea explodiert die Maschine. 18 Spieler und der Trainer sterben.[18]
- Jerewan/Armenien: Die Nationalbank wird per Gesetz zur Zentralbank der Republik Armenien erhoben.[19]
- Sanaa/Jemen: Zum ersten Mal seit der Vereinigung von Jemenitischer Arabischer Republik (JAR) und Demokratischer Volksrepublik Jemen (DVJ) im Mai 1990 finden Wahlen zum Repräsentantenhaus statt, die als frei und demokratisch gelten. Aus ihnen geht die panarabische Partei Allgemeiner Volkskongress (JAR) als Sieger hervor, während der Sozialistischen Partei (DVJ) nur noch ein Sechstel der Parlamentssitze zufällt.[20]

### Mittwoch, 28. April 1993
- Berlin/Deutschland: Mit einem Bürgerfest wird die Wiedereröffnung des Gebäudes der Staatlichen Plankommission der Deutschen Demokratischen Republik im Bezirk Mitte, nach notwendigen Umbauten, als Parlament des Landes Berlin gefeiert. Bis ins Jahr 1933 hinein residierte an diesem Ort der Landtag von Preußen.[21]

### Freitag, 30. April 1993

Logo des World-Wide-Webs, Entwurf von Robert Cailliau

- Hamburg/Deutschland: Während des Seitenwechsels in einem Viertelfinal-Match des WTA-Tennisturniers sticht der psychisch gestörte Günter Parche der Spielerin Monica Seles mit einem Messer in den Rücken. Seine Verehrung für die Seles-Kontrahentin Steffi Graf soll das Motiv der Tat sein.[22]
- Meyrin/Schweiz: Die Forschungseinrichtung CERN kündigt an, das World-Wide-Web, mit dem elektronische Hypertext-Dokumente via Internet verbreitet werden, für jedermann zugänglich zu machen.[23]

## Weblinks

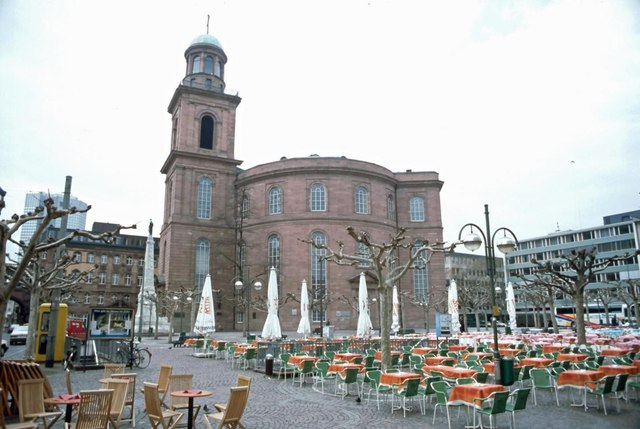
Frankfurt am Main im April 1993